# Thyez
Thyez es una comuna francesa situada en el departamento de Alta Saboya, en la región de Auvernia-Ródano-Alpes.

## Demografía
| 950 | 1281 | 1935 | 3117 | 4109 | 4873 | 6289 |
| Para los censos de 1962 a 1999 la población legal corresponde a la población sin duplicidades (Fuente: INSEE [Consultar]) |      |      |      |      |      |      |